# Грязнова, Людмила Николаевна (актриса)
Людмила Николаевна Грязнова (16 ноября 1939, Каган, Бухарская область, Узбекская ССР, СССР — 30 июня 1991, Ташкент, Узбекская ССР, СССР) — советская, узбекская актриса театра. Народная артистка Узбекской ССР (1985).

## Биография
Родилась 16 ноября 1939 года в Кагане в семье военного. После окончания службы её отца, семья переехала в Волгоград. Занималась в театральной студии волгоградского театра, первый опыт работы на театральной сцене получила в театре города Воронежа. После знакомства с первым мужем Петром Монастырским в 1965 году переехала в Куйбышев. Выступала на сцене Куйбышевского театра. В 1971 году получила приглашение в труппу Ташкентского русского драматического театра, в котором проработала 20 лет. В 1985 году Людмиле Грязновой было присвоено почётное звание народной артистки Узбекской ССР.
Сценическое амплуа — лирическая актриса, играла на сцене роли нежных, обаятельных, чутких, правдивых и искренних женщин. Основные работы в театре: Бланш Дюбуа (Трамвай «Желание»), Алина (Повесть о бедном сердце), Лидия Чебоксарова (Бешеные деньги), Раневская (Вишнёвый сад), Аркадина (Чайка), Леди Макбет (Макбет), Сусана Мелитоновна (От трёх до шести) и многие другие. 
Скончалась 30 июня 1991 года в Ташкенте.

## Память
В 2017 году в Узбекистане была издана книга Мухаббат Туляходжаевой «Людмила Грязнова», посвящённая театральной деятельности актрисы.

## Семья
- Первый муж: Пётр Монастырский — советский, российский театральный режиссёр, актёр, театральный деятель, народный артист СССР[4].
- Второй муж: Валерий Никитин — советский и российский актёр театра и кино, народный артист РСФСР.

## Награды
- Народная артистка Узбекской ССР (1985)[1].